# Агеев, Дмитрий Владимирович
Дми́трий Влади́мирович Аге́ев (род. 22 октября 1971г., Керчь) — солист Национальной оперы Украины (бас-баритон). Лауреат международных конкурсов. Заслуженный артист Украины (2017).

## Биография
В 1996 году окончил Национальную музыкальную академию Украины им. П. И. Чайковского (класс народного артиста Украины, проф. В. Н. Курина) и с этого же времени — солист Национальной оперы Украины.
Выступал на оперных сценах Валенсии (Испания), Карнеги-Холл (Нью-Йорк, США), Варшавской Большой оперы (Польша), Берлинской государственной оперы (Германия). Сотрудничал с Израильским филармоническим оркестром (Тель-Авив, директор Зубин Мета). Участвовал в музыкальных фестивалях во Франции, Швейцарии, Италии (Вердиевский фестиваль, г. Буссето), Германии (Вагнеровский фестиваль, г. Байройт). Неоднократно гастролировал в США, Дании, Германии, Франции, Турции. Репертуар певца включает более 25 ораториальных произведений, а также концертные программы, романсы, народные песни.

### Признание и награды
- Лауреат Международных конкурсов:
  - имени Н. Лысенко (Украина, 1997, ІІІ премия)
  - имени И. Алчевского (Украина, 2001, ІІІ премия)
  - имени Б. Гмыри (Украина, Киев, 2005, ІІІ премия)
- Дипломант Международного конкурса им. Ондинна Отто (Словения, Марибор)
- Премия на Всероссийском конкурсе оперных певцов (Санкт-Петербург)
- Вагнеровский стипендиат

## Творчество
- Дж. Верди. «Аида» — Рамфис
- Дж. Верди. «Трубадур» — Феррандо
- Дж. Верди. «Риголетто» — Граф Монтероне
- Дж. Верди. «Реквием»
- Дж. Пуччини. «Тоска» — Резничий
- Дж. Пуччини. «Богема» — Коллен
- Г. Доницетти. «Лючия ди Ламмермур» — Раймондо
- Г. Доницетти. «Любовный напиток» — Дулькамара
- Ш. Гуно. «Ромео и Джульетта», (Капулетти).
- Ж. Бизе. «Кармен» — Цунига
- П. Чайковский. «Евгений Онегин» — Гремин
- М. Мусоргский. «Борис Годунов» — Пимен
- А. Бородин. «Князь Игорь» — Князь Игорь, Галицкий
- С. Рахманинов. «Алеко» — Алеко, Старик

Участвовал в постановках опер:
- в Болонье — «Борис Годунов» (Пимен)
- в Триесте — «Дон Жуан» (Командор)
- в Staatsoper Berlin — «Аида» (Рамфис) и др.